# ガイアシード
『ガイアシード』（GAIASEED）は、1996年12月13日にテクノソレイユが発売した、プレイステーション用横スクロールシューティングゲームである。事務ソフトや各種管理ソフトを開発していたテクノソレイユの、初の自社開発・販売ゲームソフトである。

## ストーリー
遠い未来…人類が宇宙に進出する程に発展した科学は、同時に地球の環境破壊を促してしまった。そんな事態を憂慮した人類は、環境コントローラー「ガイア」を開発、数年後に「ガイアシード・プロジェクト」がスタートした。こうして、ガイアにより地球の環境は改善されたのだが…そんな時、忘れ去られていたもう一つのガイア・プロトガイアが地球に近づいていた。「ウラノス」と名づけられたプロトガイアに対し、人類は対応策をガイアに求め、ガイアは「ウラノスの破壊」という回答を打ち出した。使われるは、遠隔誘導式自己修復型戦略兵器「アダマス」。アダマスを操るのは、ガイアによって選ばれたヴァーチャル・パイロット、青年クロノスだった…。

## システム
プレイヤーは戦闘機・アダマスを使い、襲いかかる敵や敵弾を破壊、もしくは回避しつつステージを進めていく。アダマスには自動回復シールドが装備され、敵の攻撃や体当たり、地形との接触によってダメージを受けても、シールドは時間によって徐々に回復していく。シールドがゼロの状態で敵の攻撃や体当たりを受けたり、地形との接触によりアダマスは破壊され、ストックを一機失う。残機が尽きるとゲームオーバーとなる。
アダマスは2種類のメインウェポンと、2種類のサブウェポンを使用可能で、どちらとも、それぞれ1種類ずつ装備出来る。メインウェポンのみ、同色のアイテムを取得する事で最大4段階にレベルアップする（最高レベル以降、同色のアイテムはボーナスアイテムとなる）。メインウェポン、サブウェポン共に、違う色のアイテムを取る事で武装の切り替えが可能。
武装の種類は、以下の通りである。
メインウェポン
ニードルショット
アイテムカラー・赤
連射に優れた標準武装。レベルアップにより、広範囲に弾を発射することができる。
レーザーショット
アイテムカラー・青
攻撃範囲は直線上のみだが、貫通力がある。レベルアップにより、貫通力がアップしていく。

サブウェポン
サイファウェーブ
アイテムカラー・緑
上下方向に2発ずつ、一度後方に発射し、前方に飛んでいく兵器。使い方によっては、後方の敵も破壊できる。
エナジーブラスター
アイテムカラー・黄
上下方向に1発ずつ発射され、障害物に当たると爆発を起こし、敵を巻き込むことができる。
アダマスには、メインウェポン、サブウェポンの他に、強化ショット「インテンスファイア」が装備されている。画面右下の赤い「エナジーゲージ」が最大値の時のみ使用可能で、ニードルショット時にはホーミング弾「拡散粒子ビーム」、レーザーショット時は幅広のレーザー「強化レーザー」となる。どちらも、使用した瞬間に画面上の全ての敵にダメージを与え、一部の敵弾を相殺することができる。インテンスファイアを使い切ったゲージは、時間によってエネルギーをチャージしていく。
ステージは全7ステージで、それぞれのステージにはボスキャラクターが存在する。ボスキャラクターを破壊、もしくは時間切れまで待つ（後述）ことでステージクリアとなり、最終面をクリアすることでオールクリアとなる。

## ステージ
Stage1・戦闘開始
海王星を飛び立ったアダマスは、アステロイドベルトに展開された敵と接触、ウラノス艦隊の展開している木星に向けてワープする。
Stage2・突入
木星を臨みつつ、展開しているウラノス艦隊の砲撃の隙間をかいくぐり、コロニー内へ。
Stage3・工場エリア
コロニー内を進んだ後、海底を思わせるエリア「Block13」に突入。敵の攻撃は激しさを増してくる。
Stage4・要塞エリア
コロニー内部、山岳、砂漠を抜け、居住エリアへ…敵の大型ミサイル等を破壊するごとに、景色を映し出す「内壁」が剥がれていく。中型ボスを破壊後、要塞エリアへ突入する。
Stage5・大気調整エリア
雲海を思わせるエリアでの戦闘。途中、雷鳴が轟き、雨が降り出してくる。中型の敵が増え、猛攻を仕掛けてくる。
Stage6・資源エリア
鍾乳洞を思わせるエリアや砂漠を抜け、コロニー内外壁沿いルートを進む。コロニーの外壁が開き、コロニー外から敵が侵入、攻撃を仕掛けてくる事もある。
Stage7・ウラノス旗艦
最終ステージ。旗艦下部から侵入しようとするアダマスを迎撃すべく、敵が押し寄せてくる。

## ボスキャラクターの特徴
ボスキャラクターは時折、アダマスの攻撃を無効化するAIフィールド（Absorptive Intangible Field=攻撃吸収非接触フィールド）を使用してくる。AIフィールドにアダマスのショットが当たると、その領域が白く発行し、攻撃が無効化されたことを示す。ただし、アダマス本体はAIフィールドに接触してもダメージを受けることは無い。
また、ボスキャラクターとの対戦時、画面下部に活動時間を示すタイマーが出現する。このタイマーがゼロになる前にボスを倒すか、タイマーがゼロになるまで攻撃を回避することでステージクリアとなる。ただし、タイマーがゼロになると、ボスは内蔵された重力可変装置「Gヴェクター」を暴走させ、アダマスに大ダメージを与え（シールドゲージをゼロにしてしまう）、自爆する。

## 備考
- 副題は「PROJECT SEED TRAP」。
- ダライアスシリーズと同じく、編隊ボーナスが設定されている。数機で編隊を組んでくる敵を全滅させると、その敵の10倍のボーナスが入る。
- オプション内にサウンドテストモードがあり、BGMはそれぞれにタイトルが付けられている。また、オープニングとエンディングのデモ画面のナレーション音声を、日本語と英語から選択出来る（その際、字幕も反対のものに切り替わる）。
- このゲームはマルチエンディングである。全3種類あり、ラストボスに対する行動、そしてタイマーによって変化する。